# Diocesi di Antifre
La diocesi di Antifre (in latino Dioecesis Antiphrensis) è una sede soppressa del patriarcato di Alessandria e una sede titolare della Chiesa cattolica.

## Storia
Antifre, nei pressi di Dresieh nell'odierna Libia, è un'antica sede episcopale della provincia romana della Libia Inferiore (Marmarica), suffraganea dell'arcidiocesi di Darni e sottomessa al patriarcato di Alessandria.
Di questa antica diocesi sono noti solo tre vescovi. Serapione prese parte al primo concilio di Nicea nel 325. Menas partecipò al concilio di Alessandria convocato dal patriarca sant'Atanasio nel 362. Apollo sottoscrisse la lettera dei vescovi dell'Egitto all'imperatore Leone (458) in seguito all'uccisione del patriarca alessandrino Proterio; e sottoscrisse altresì il decreto di Gennadio di Costantinopoli contro i simoniaci nel 459.
Dal XIX secolo Antifre è annoverata tra le sedi vescovili titolari della Chiesa cattolica; la sede è vacante dal 15 settembre 1965.

## Cronotassi

### Vescovi residenti
- Serapione ? † (menzionato nel 325)
- Menas † (menzionato nel 362)
- Apollo † (prima del 458 - dopo il 459)

### Vescovi titolari
- Louis-Marie-Henri-Joseph Bigolet, M.E.P. † (27 giugno 1911 - 23 maggio 1923 deceduto)
- Louis-Nestor Renault, M.E.P. † (29 aprile 1924 - 28 ottobre 1943 deceduto)
- Pietro Ermenegildo Focaccia, O.F.M. † (9 marzo 1944 - 11 aprile 1946 nominato vescovo di Yuci)
- André Sorin, M.S.C. † (13 giugno 1946 - 19 aprile 1959 deceduto)
- John Joseph Maguire † (16 maggio 1959 - 15 settembre 1965 nominato arcivescovo coadiutore di New York)